# Andrés Zarhi
Andrés Enrique Zarhi Troy (27 de mayo de 1951) es un periodista y político chileno. Anteriormente fue alcalde de Ñuñoa entre los años 2015 y 2021.

## Carrera profesional
Estudió periodismo en la Universidad de Concepción. En 1974 ingresó al diario El Sur de Concepción como periodista deportivo.
En abril de 1981 ingresó como reportero a Canal 13, en donde se desarrolló como periodista político, cubriendo las actividades del dictador chileno Augusto Pinochet (1985-1990) y de los presidentes Patricio Aylwin (1990-1994), Eduardo Frei Ruiz-Tagle (1994-2000) y Ricardo Lagos (2000-2001). Fue despedido en abril de 2002, en medio de una crisis de la estación.
También se desempeñó como periodista en el canal Megavisión (2002) y en el diario El Mercurio. Además fue jefe de relaciones públicas del Comité Olímpico de Chile. Las experiencias vividas en su carrera periodística las volcó en su libro Off the Record.

## Carrera política
En las elecciones municipales de 2004 se postuló como concejal de la comuna de Ñuñoa, por el partido Renovación Nacional (RN), siendo elegido. Fue reelegido en el cargo en las elecciones de 2008 y 2012. El 5 de octubre de 2015 asumió como alcalde de Ñuñoa en reemplazo de Pedro Sabat, quien había renunciado por motivos de salud. A fines de ese mismo mes renunció a su militancia en RN.
En 2016 fue nombrado candidato a alcalde de Ñuñoa por la coalición Chile Vamos en las elecciones municipales de octubre de ese año en las cuales triunfó. Zarhi obtuvo 30 944 sufragios, equivalente al 49,4%, en tanto su contendora, la PPD Helia Molina, logró 22 373 votos, con el 35,7%.
En su periodo, (2015 – 2021) Zahri se habría hecho de recursos de la municipalidad a través de la Corporación de Desarrollo Social de Ñuñoa (CMDS). Se fijó para el 9 de febrero de 2024 la audiencia de formalización contra el exalcalde.

## Historial electoral

### Elecciones municipales de 2004
- Elecciones municipales de 2004 para el concejo municipal de Ñuñoa[10]

| Candidato                    | Pacto                    | Partido | Votos  | %     | Resultado |
| ---------------------------- | ------------------------ | ------- | ------ | ----- | --------- |
| Andrés Zarhi Troy            | Alianza                  | RN      | 11 381 | 12,49 | Concejal  |
| Claudia Vera Barría          | Alianza                  | RN      | 10 534 | 11,56 | Concejal  |
| Jaime Hales Dib              | Concertación Democrática | DC      | 8973   | 9,85  | Concejal  |
| Danae Mlynarz Puig           | Concertación Democrática | PS      | 8762   | 9,62  | Concejal  |
| Pablo Vergara Loyola         | Concertación Democrática | PPD     | 7646   | 8,39  | Concejal  |
| Jaime Castillo Soto          | Concertación Democrática | DC      | 7105   | 7,80  | Concejal  |
| Gerardo Monckeberg Balmaceda | Alianza                  | UDI     | 6098   | 6,69  | Concejal  |
| Carlota Bravo Rivera         | Alianza                  | RN      | 5859   | 6,43  | Concejal  |

### Elecciones municipales de 2008
- Elecciones municipales de 2008 para el concejo municipal de Ñuñoa[11]

| Candidato                    | Pacto                    | Partido | Votos  | %     | Resultado |
| ---------------------------- | ------------------------ | ------- | ------ | ----- | --------- |
| Claudia Vera Barría          | Alianza                  | RN      | 13 620 | 15,04 | Concejal  |
| Andrés Zarhi Troy            | Alianza                  | RN      | 13 024 | 14,38 | Concejal  |
| Jaime Castillo Soto          | Concertación Democrática | DC      | 5847   | 6,45  | Concejal  |
| José Labbé Martínez          | Alianza                  | UDI     | 5675   | 6,26  | Concejal  |
| Maya Fernández Allende       | Concertación Democrática | Ind.    | 4655   | 5,14  | Concejal  |
| José Luis Rosasco Zagal      | Alianza                  | RN      | 4143   | 4,57  | Concejal  |
| Pablo Vergara Loyola         | Concertación Progresista | PPD     | 4088   | 4,51  | Concejal  |
| Gerardo Monckeberg Balmaceda | Alianza                  | UDI     | 3899   | 4,30  |           |
| Manuel Guerrero Antequera    | Juntos Podemos Más       | Ind.    | 2929   | 3,23  | Concejal  |

### Elecciones municipales de 2016
- Elecciones municipales de 2016 para la alcaldía de Ñuñoa[12]

| Candidato                 | Pacto                        | Partido | Votos  | %     | Resultado |
| ------------------------- | ---------------------------- | ------- | ------ | ----- | --------- |
| Andrés Zarhi Troy         | Chile Vamos                  | Ind-RN  | 30 933 | 49,58 | Alcalde   |
| Helia Molina Milman       | Nueva Mayoría                | PPD     | 22 327 | 35,78 |           |
| Cristian Villarroel Novoa | Poder Ecologista y Ciudadano | PEV     | 6031   | 9,67  |           |
| Alejandro Zacur Plotz     | Independiente                | Ind.    | 3102   | 4,97  |           |